# Sext Sulpici Tertul
Sext Sulpici Tertul (Sextus Sulpicius Tertullus) va ser un magistrat romà que va viure sota els emperadors Hadrià, Antoninus Pius i Marc Aureli.
Va ser cònsol l'any 158 amb Quint Tineu Sacerdot, durant el regnat de l'emperador Antoní Pius. Va ser el darrer membre de la gens Sulpícia que va arribar al consolat, que sota la república era la més alta magistratura de l'estat i sota l'Imperi conservava un gran prestigi i donava dret a rang consular, el més elevat després del senatorial. L'esmenten els Fasti.